# Moncofa
Moncofa település Spanyolországban, Castellón tartományban. Moncofa Nules, La Vall d'Uixó és Chilches községekkel határos. Lakosainak száma 8011 fő (2024).

## Népesség
A település népessége az elmúlt években az alábbi módon változott:
| Lakosok száma | 4031 | 4705 | 5278 | 6014 | 6348 | 6339 | 6181 | 6525 | 6958 | 8011 |
|               | 2001 | 2004 | 2006 | 2009 | 2011 | 2014 | 2016 | 2019 | 2021 | 2024 |